# Économie de la Mayenne
L'activité économique du département de la Mayenne, historiquement basée sur l'agriculture, les forges et l'industrie textile, connaît une mutation importante à la fin du XXe siècle avec une orientation vers les techniques de pointe.

## Histoire industrielle
- Forges : Aron - Hermet - Moncor

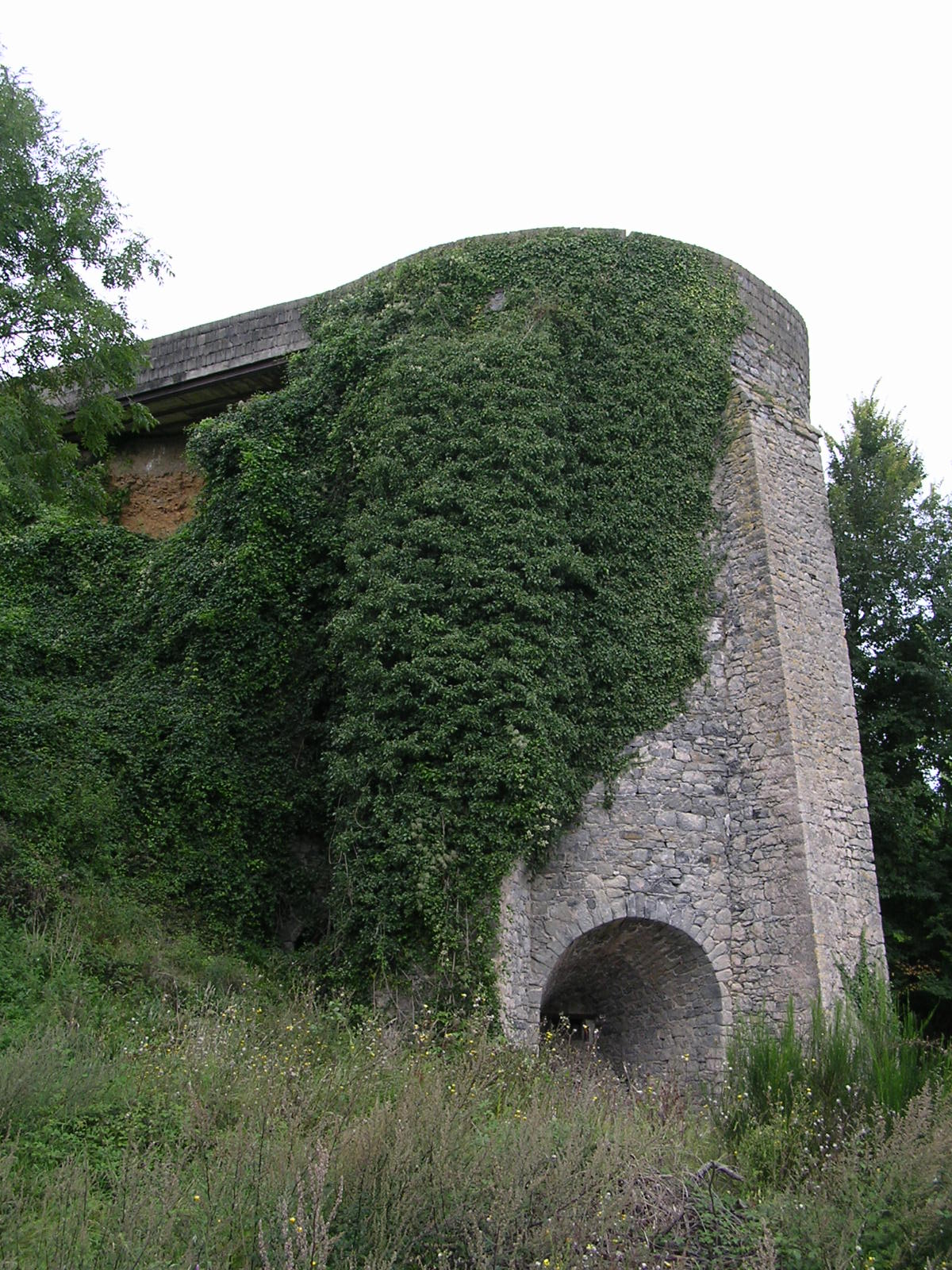
L'un des fours à chaux de la commune d'Argentré.

- Personnalités: Max Bahon - Michel Besnier - Gustave Denis - Pierre Duchemin du Tertre - Jean-Pierre Horem - Pierre Le Nicolais - Pierre de Poix - Reynald Seznec

## Secteurs économiques

### Agriculture
Le secteur agricole reste très présent en Mayenne : il concerne 9 % de la population active du département.

### Innovations technologiques
L'entreprise innovante de surveillance de la mer Sea Proven a son siège à Saint-Jean-sur-Mayenne.